# فابریس پولن
فابریس پولن (فرانسوی: Fabrice Poullain‎؛ زادهٔ ۲۷ اوت ۱۹۶۲) بازیکن سابق فوتبال اهل فرانسه است.
از باشگاه‌هایی که در آن بازی کرده‌است می‌توان به باشگاه فوتبال موناکو، باشگاه فوتبال نانت، باشگاه فوتبال نیس و باشگاه فوتبال پاری سن ژرمن اشاره کرد.
وی همچنین در تیم ملی فوتبال فرانسه بازی کرده‌است.